# Route nationale 3 (Grèce)
Pour les articles homonymes, voir Route nationale 3.
La route nationale 3 (grec moderne : Εθνική Οδός 3, Ethnikí Odós 3, abréviation EO3) est une route nationale en Grèce.

## Description
La route EO3, orientée nord-sud, part de Níki, à la frontière entre la Grèce et la Macédoine du Nord, et elle s'étend jusqu'à la ville d'Éleusis, à vingt kilomètres environ à l'ouest d'Athènes, sur le golfe Saronique. 
La route EO3 est une importante liaison nord-sud qui s'étend sur 500 kilomètres de long.
Le tronçon de la route nationale 3 de Kozáni à Ptolemaïda a été aménagé en autoroute A27 et signalé en conséquence ; une autre partie de la route nationale 3 (Domokós–Lamia) sera remplacée par l'autoroute A3, après son achèvement.
La route EO3 se confond avec la route EO30 de Néo Monastíri (en) à Pharsale et avec la route EO2 de Vévi à Ágios Athanásios.

## Tracé
| Km     | Agglomérations lieux | Carte interactive |
| ------ | -------------------- | ----------------- |
| 0 km   | Éleusis              |                   |
| 6 km   | Mándra               |                   |
| 51 km  | Thèbes               |                   |
| 111 km | Livadiá              |                   |
| 184 km | Lamia                |                   |
| 249 km | Pharsale             |                   |
| 295 km | Larissa              |                   |
| 318 km | Týrnavos             |                   |
| 334 km | Elassóna             |                   |
| 410 km | Kozáni               |                   |
| 444 km | Ptolemaïda           |                   |
| 496 km | Flórina              |                   |
| 500 km | Níki                 |                   |

## Galerie

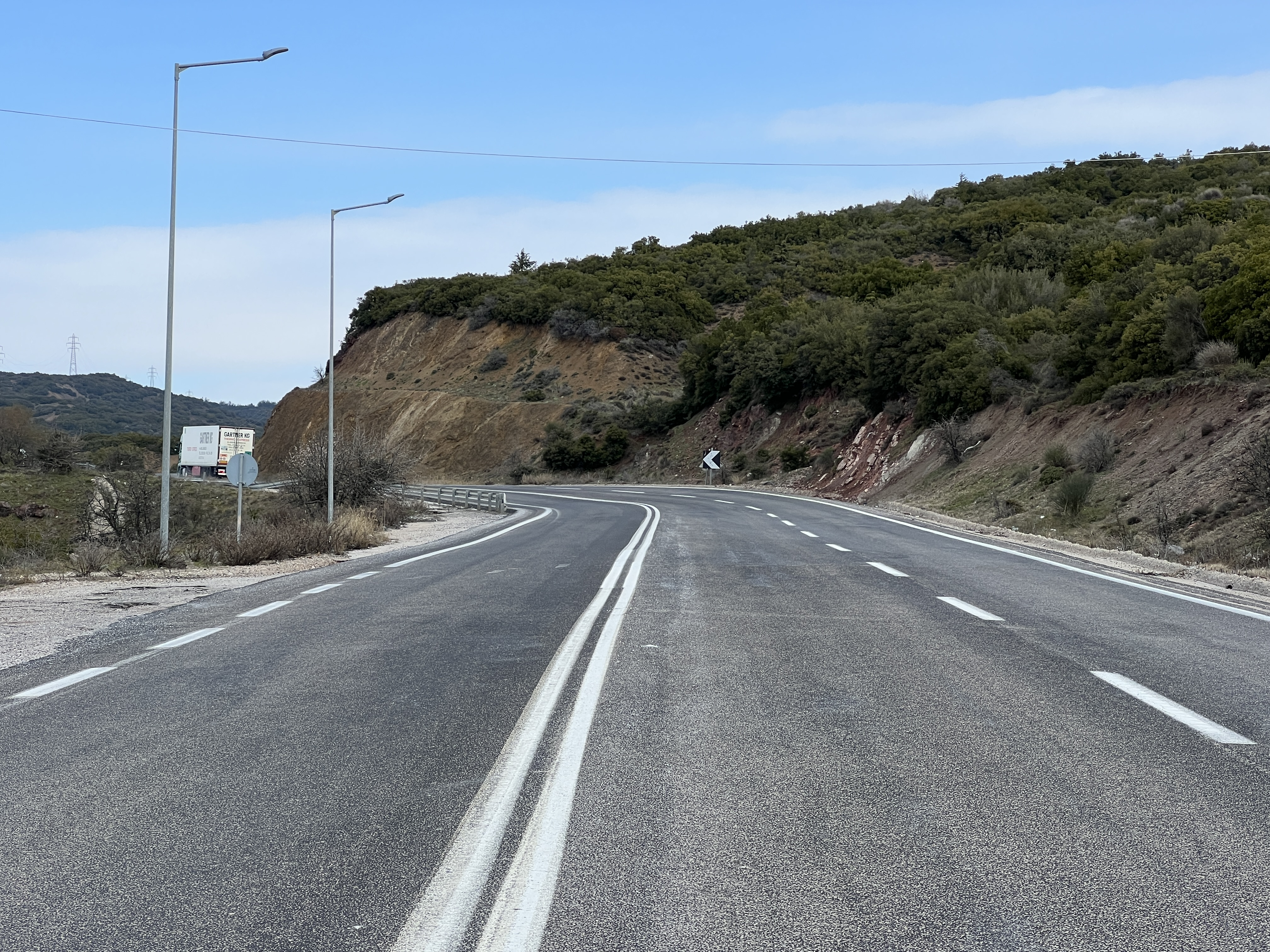
Route EO3 à Lamía.
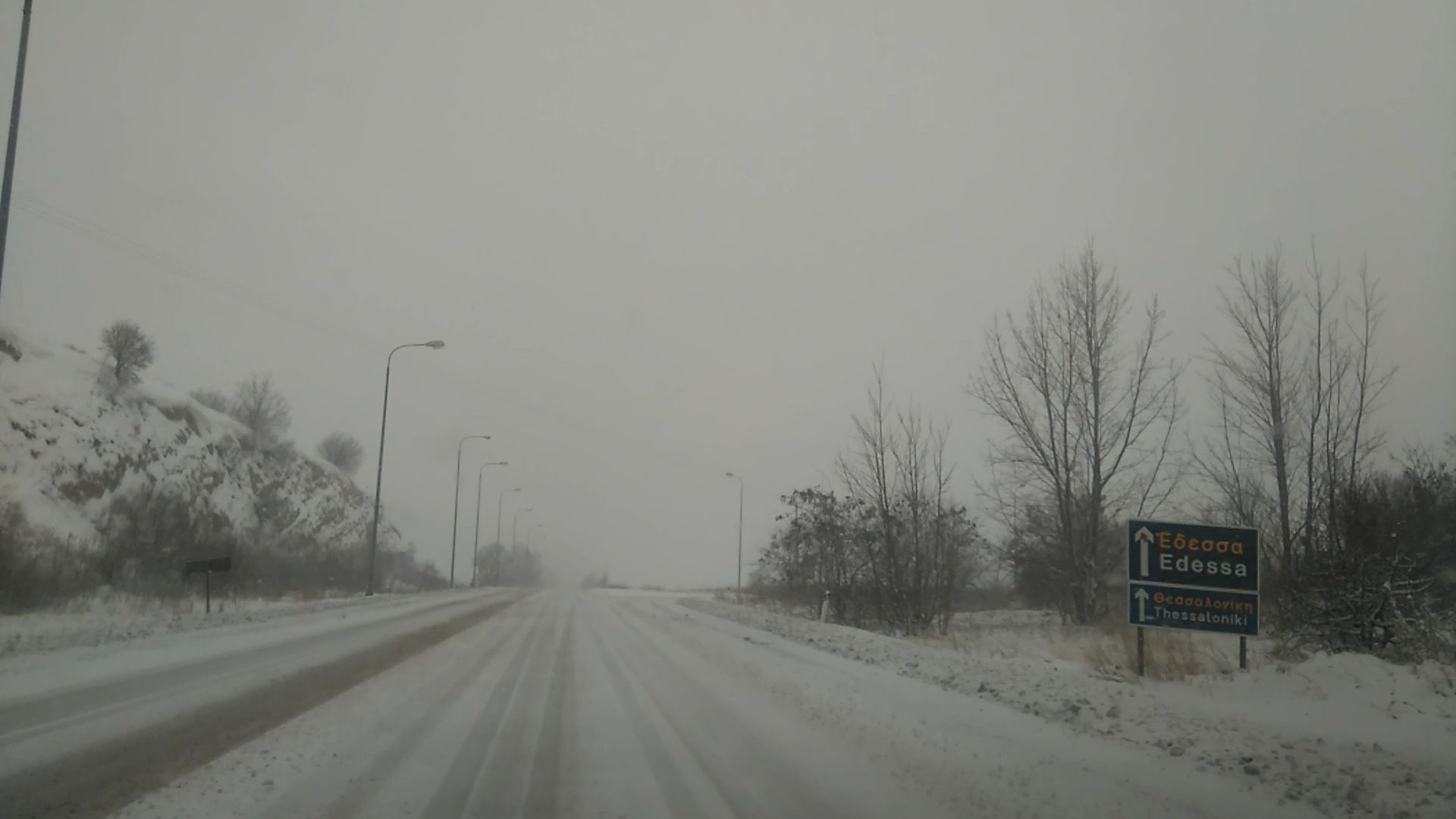
Route EO3 au sud d'Amýnteo.
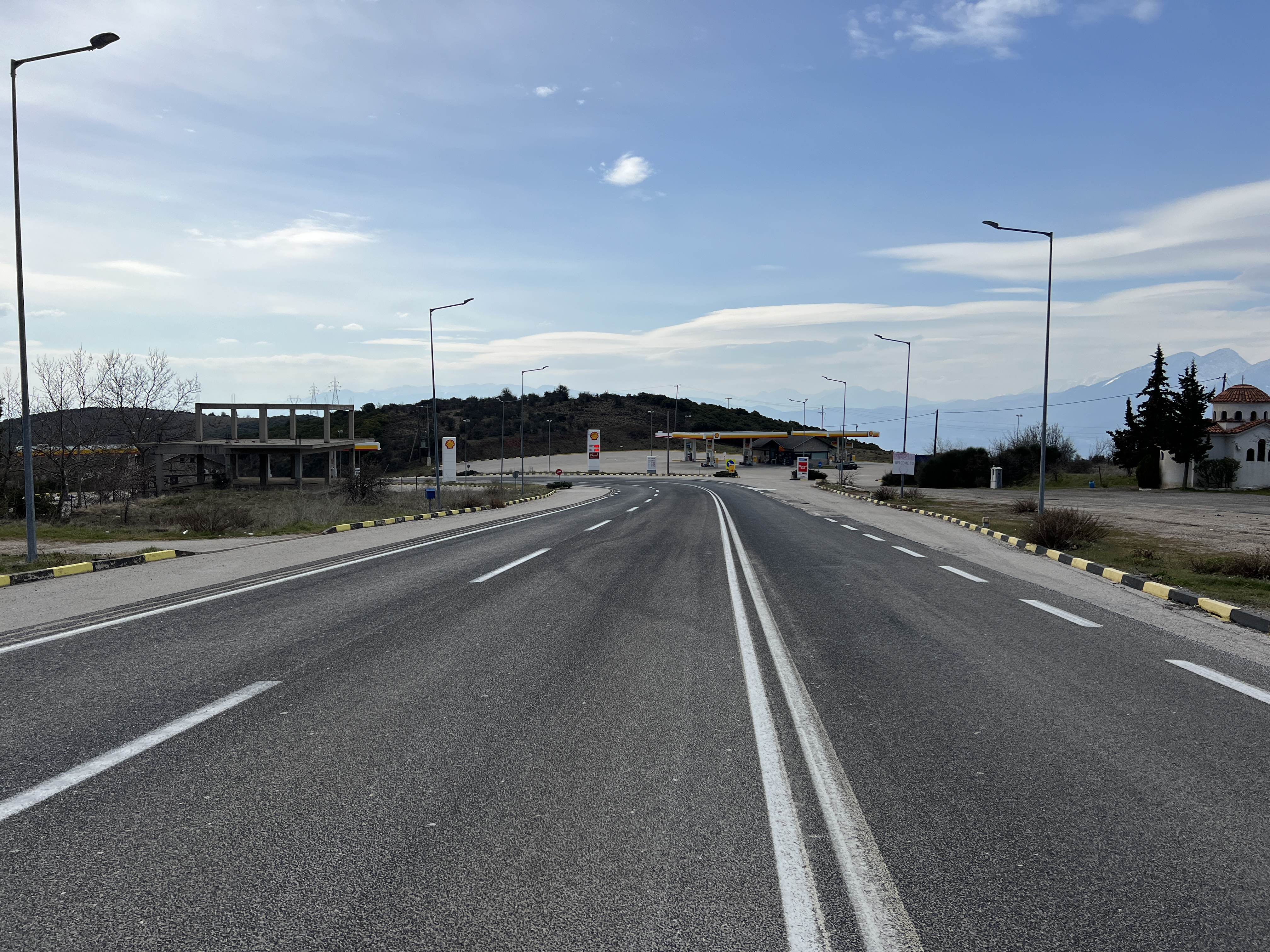
Route EO3 à Lamía.